# Mamuk Khan
Mamuk Khan (Mahmud ibn Ibak) fou un príncep xibànida fill d'Ibak Khan que fou breument kan de Kazan el 1495-1496.
El kan Muhammad Amin va fer algunes jugades desagradables als notables els quals finalment van decidir cridar a Mamuk Khan perquè els alliberés del seu jou. Mamuk va arribar el 1495 i va prendre el poder; Muhammad Amin va cridar als russos en ajut i el príncep Riapolovski al front d'un exèrcit va reprimir l'aixecament i va restaurar a Muhammad Amin obligant a Mamuk a fugir; però quan els russos ja havien retornat a casa feia un mes, Mamuk va retornar i va expulsar a Muhammad Amin (hivern de 1495-1496).
Mamuk no sàvia d'altra cosa que de saquejar i acumular; ho agafava tot amb avarícia robant els béns dels mercaders i les riqueses dels notables, fins i tot dels que li eren favorables i alguns d'aquestos foren empresonats. Un dia va marxar amb tropes cap al principat d'Arsk per conquerir-lo, però no ho va aconseguir i al seu retorn es va trobar amb les portes de Kazan tancades i se li demanava marxar, ja que no necessitaven un lladre com a sobirà. Mamuk amb les riqueses acumulades va tornar al seu país originari. Els ciutadans van demanar el nomenament de kan al gran príncep però que no fos Muhammad Amin que havia comès ultratges contra les khatuns (esposes) i recomanaven a Abdul latif Khan, germà de Muhammad Amin. El gran príncep ho va concedir.